# Steinweg 35 (Quedlinburg)

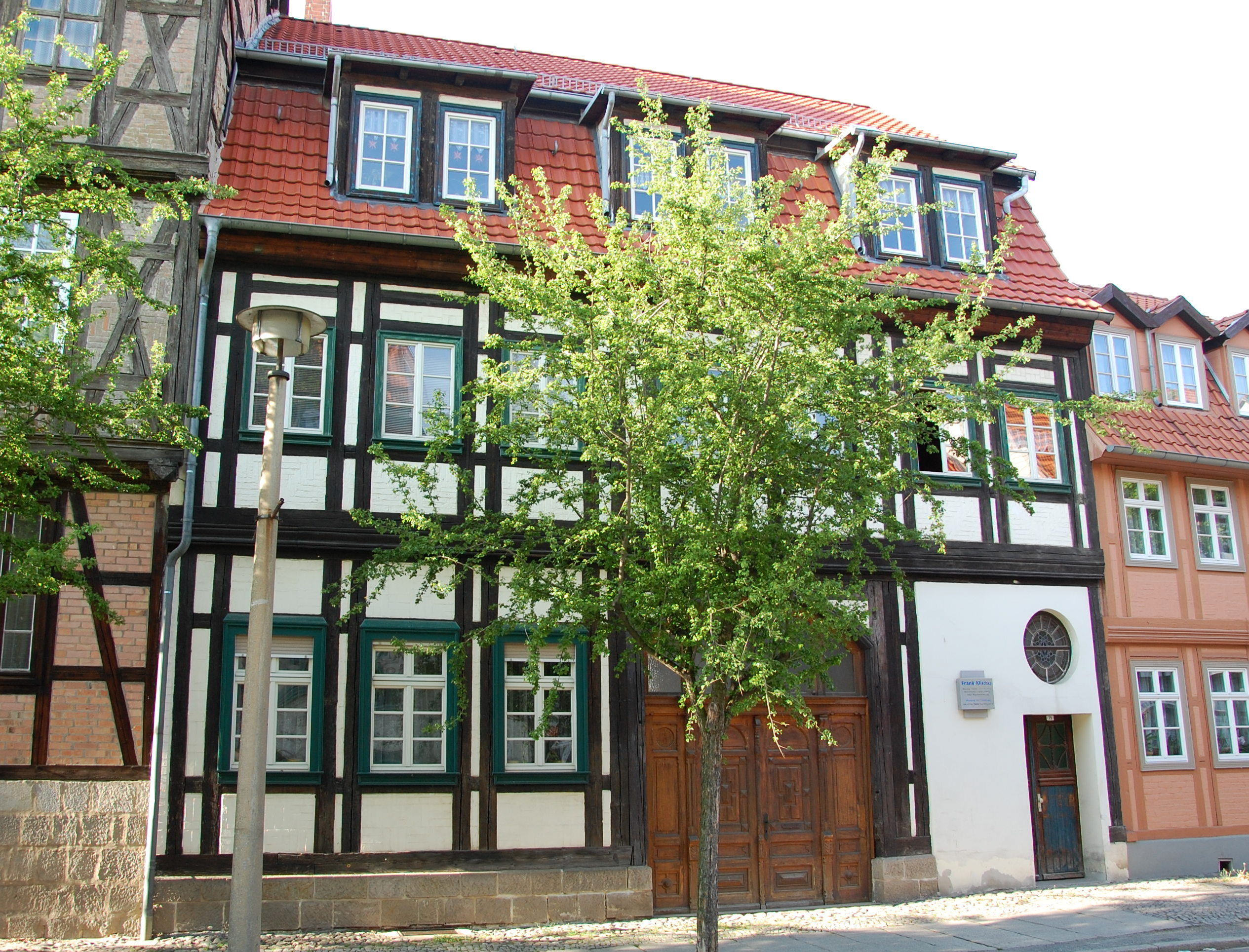
Haus Steinweg 35

Das Haus Steinweg 35 ist ein denkmalgeschütztes Gebäude in der Stadt Quedlinburg in Sachsen-Anhalt.

## Lage
Das im Quedlinburger Denkmalverzeichnis als Wohnhaus eingetragene Gebäude befindet sich in der historischen Neustadt Quedlinburgs auf der Nordseite des Steinwegs und gehört zum UNESCO-Weltkulturerbe. Westlich grenzt das gleichfalls denkmalgeschützte Haus Steinweg 34, östlich das Haus Steinweg 36 an.

## Architektur und Geschichte
Das zweigeschossige Fachwerkhaus wurde in der Zeit um 1800 im Stil des Spätbarock errichtet. Zeitweise war die Fachwerkfassade des Gebäudes verputzt. Am östlichen Rand des Gebäudes befindet sich ein mit einem ovalen Oberlicht versehener Hauseingang. Die Haustür ist im Stil des Neoklassizismus gestaltet und stammt aus den 1920er Jahren.